# De Mars
De Mars é uma vila na municipalidade de Buren, na província de Guéldria, nos Países Baixos, e está situada a 8 km ao sul de Veenendaal.
Em 2005, De Mars tinha uma população estimada em 270 habitantes.